# Abel Bergasse du Petit Thouars

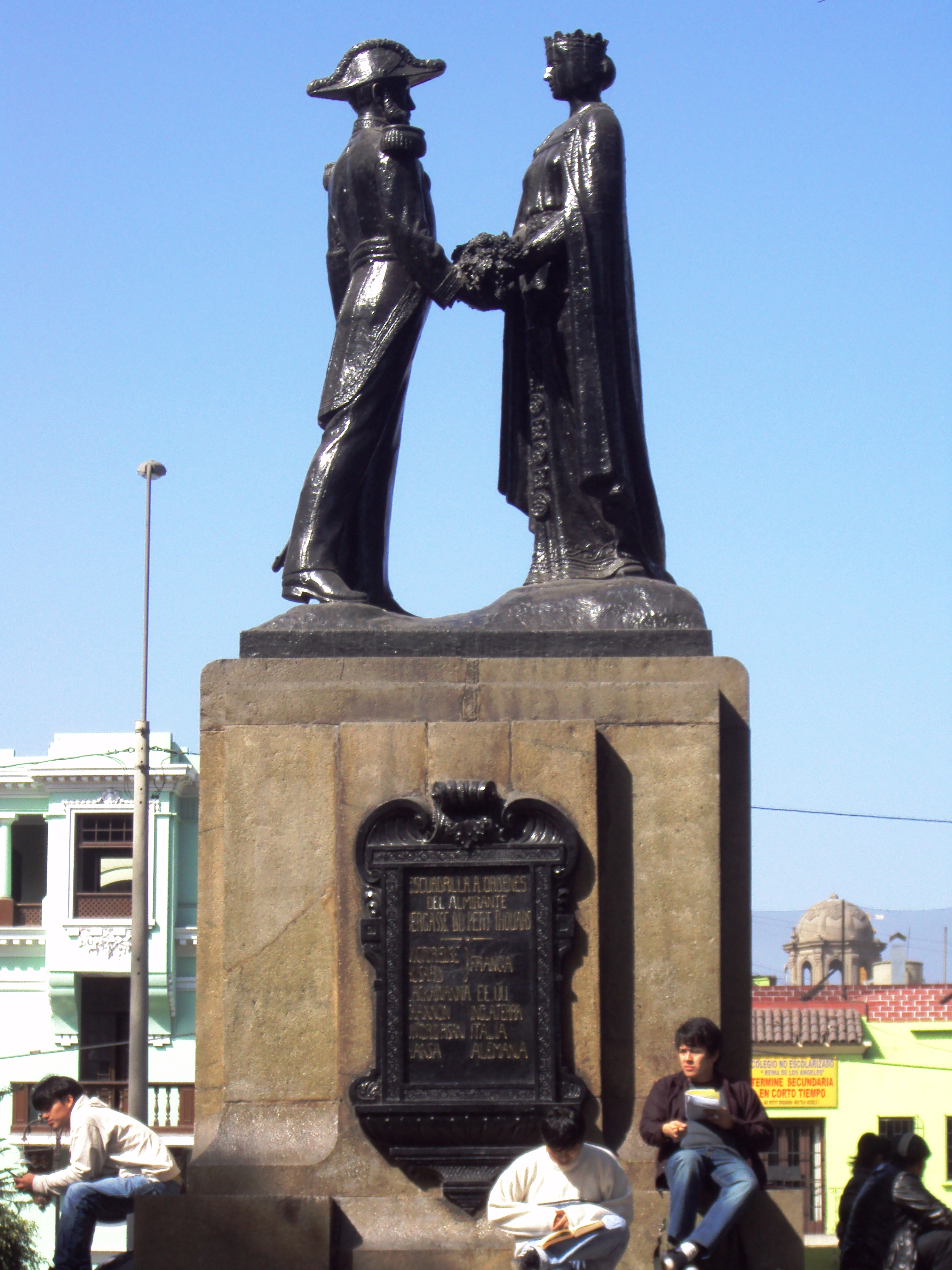
Agradecimiento de la Patria al contralmirante Du Petit Thouars, monumento en Santa Beatriz (Lima).

Abel-Nicolas-Georges-Henri Bergasse du Petit-Thouars o Dupetit-Thouars (Bordeaux-en-Gâtinais, Loiret, 23 de marzo de 1832-Tolón, 14 de mayo de 1890) fue un marino francés. Fue comandante en jefe de la escuadra francesa observadora de la guerra del Pacífico.

## Participación en la Guerra del Pacífico
Una escuadra francesa estaba en el Callao al mando del contralmirante Abel Bergasse du Petit Thouars en enero de 1881, cuando era inminente la entrada del ejército chileno en Lima. Los diplomáticos se reunieron colegiadamente en Lima con los comandantes en jefe de las escuadras neutrales observadoras de la guerra del Pacífico, con el temor que durante la ocupación se atacasen las legaciones; tenían noticias sobre la destrucción de otras ciudades durante las batallas y en especial del saqueo e incendio de Chorrillos, en el que se asesinó a civiles inocentes. Durante la reunión acordaron autorizar a los buques de guerra de sus respectivas armadas que frenaran tales desmanes. La escuadra neutral compuesta por naves italianas (fragata Garibaldi al mando del almirante Sabrano), inglesas (HMS Triumph, al mando del almirante Sterling) y francesas (corbeta blindada Victoriéuse al mando de Abel Bergasse du Petit Thouars), acordaron, según palabras de Sterling acerca del ejército chileno: «cuando entraran a Lima... si ellos atacaban a las legaciones, los civiles o a los neutrales en general, él habría de capturar y hundir la flota».
La participación de Abel Bergasse du Petit Thouars en adelante es discutida por la historiografía de ambos países. Existe una avenida en su nombre, una plaza y un monumento como reconocimiento de los peruanos.
Para la historiografía peruana, Petit Thouars se dirigió al comandante en jefe de las fuerzas de ocupación chilenas, general Manuel Baquedano González y comodoro Galvarino Riveros Cárdenas, advirtiéndoles que deberían controlar a sus tropas y evitar nuevos desmanes como en Chorrillos, Barranco y Miraflores de los días 13, 14 y 15 de enero de 1881; en caso contrario, se vería obligado a usar la potencia de fuego de la escuadra neutral surta en el Callao y echar a pique a las naves de la escuadra chilena (se cree que Baquedano, ante la advertencia de no dañar a la ciudad, afirmó: «No podré contener a mis leones», ante lo cual Du Petit Thouars repuso: «Entonces yo no podré contener a mis cañones»).
Para la historiografía chilena, quien llevaba la batuta de las negociaciones no era du Petit Thouars, sino el británico J. M. Sterling, preocupado por la protección de los neutrales y no de la ciudad, pues eso habría significado participar como beligerantes del lado peruano. Afirma esta versión que los representantes de los extranjeros al reunirse con Baquedano habrían encontrado satisfacción, pues entre sus planes no estaba destruir Lima si esta presentaba una rendición incondicional, y afirman que el origen de la versión peruana se basa en el relato del italiano Caivano en su Historia de la guerra de América entre Chile, Perú y Bolivia, y los chilenos afirman que no existe ningún documento oficial sobre estas negociaciones y que eran comentarios que circulaban por la ciudad que parecían tener visos de verdad. Por otra parte el ejército chileno no podía permitirse los desmanes de Chorrillos y Miraflores.
Lo cierto es que nada desdice sobre la participación del Almirante du Petit Thouars para salvar Lima, puesto que efectivamente el cuerpo diplomático neutral acreditado en Lima (los franceses eran parte) mostraron esa posición en conjunto, incluyendo a los italianos cuyos ciudadanos habían sido objeto de asesinatos en las jornadas precedentes por considerar los chilenos que sus intereses los alineaban con el Perú.
En la reunión sostenida entre el cuerpo diplomático con Baquedano, el inglés Sterling hace referencia a los acuerdos llegados por las potencias neutrales pidiéndole que primero ingresen a Lima tropas escogidas para evitar el saqueo y cuando estas tuvieran el control de orden los seguiría el grueso del ejército chileno y ante la duda del generalísimo chileno es que el almirante francés lanza su famoso ultimátum que resumía el acuerdo previo de la flota de las potencias neutrales.
De hecho fueron los marineros de las potencias neutrales que desembarcaron para cuidar el orden interno y acabar con los saqueos que se producían por los elementos de mal vivir en la derrotada ciudad y permitió al Alcalde Torrico recuperar el control antes de la entrada de las tropas de ocupación.
Otras fuentes plantean que el general Petit Thouars, al igual que muchos otros extranjeros, poseía barcos en El Callao; entonces, ante la amenaza de bombardeo del puerto y de Lima por parte de los chilenos, Petit Thouars habría dicho: «Si ustedes atacan el puerto del Callao, los extranjeros bombardeamos Chile».
Cabe agregar que según testimonio recogido por Ismael Portal, Petit Thouars era muy creyente en Santa Rosa de Lima, y que estando en Valparaíso sintió un llamado imperativo de acudir a Lima; luego en Lima le expresó a varios peruanos que Santa Rosa había salvado la ciudad de ser destruida por las tropas chilenas.
La ciudad de Lima nombró una de sus principales avenidas en su honor y erigió un monumento donde se aprecia al almirante Abel Bergasse du Petit Thouars estrechando simbólicamente la mano de la Patria (una representación de agradecimiento del Perú a su nobleza y caballerosidad).